# Mukasipidariyur
Mukasipidariyur es una  ciudad censal situada en el distrito de Erode en el estado de Tamil Nadu (India). Su población es de 14143 habitantes (2011). Se encuentra a 26 km de Erode y a 78 km de Coimbatore.

## Demografía
Según el censo de 2011 la población de Mukasipidariyur era de 14143 habitantes, de los cuales 7108 eran hombres y 7035 eran mujeres. Mukasipidariyur tiene una tasa media de alfabetización del 75,25%, inferior a la media estatal del 80,09%: la alfabetización masculina es del 84,82%, y la alfabetización femenina del 65,62%.